# Нубар, Погос
Погос Нубар (Погос Нубар-паша; з.-арм. Պօղոս Նուպար Փաշա; 2 августа 1851, Константинополь — 25 июня 1930, Париж) — египетский государственный и политический деятель армянского происхождения. Основатель Армянского всеобщего благотворительного союза и его первый президент в 1906—1928 годах.

## Биография
Погос Нубар родился 2 августа 1851 года в Константинополе в армянской семье. Большое влияние на формирование личности Погоса Нубара оказал его отец — Нубар-паша, первый премьер-министр и министр иностранных дел Египетского хедивата. Род Погоса происходил из Сюникских меликов, учувствовавших в Сюникской освободительной борьбе.
Начальное образование получил дома, далее учился в Швейцарии, затем окончил инженерно-промышленный факультете Центрального колледжа в Париже, получив специальность геометра-инженера. Некоторое время работал как специалист на французских рудниках и железных дорогах.
В 1879 году Погос Нубар отправился в Константинополь, где познакомился с Марией, — дочерью Ованеса Татян-бея, комиссара турецкого двора. В 1880 году пара поженилась. У них будет пятеро детей: четыре сына и одна дочь.
Умер в 1930 году, спустя год после смерти своей жены Мари. Похоронен на кладбище Пер-Лашез в Париже.

## Бизнесмен и меценат
В 1878−1879 и 1891−1898 годах был директором железных дорог Египта. Много лет работал директором английской земледельческой компании в Александрии.
Пробыв некоторое время в Стамбуле, он вернулся в Египет, сначала взяв на себя управление английской компанией Бехеры, а затем египетской железнодорожной компанией, которой успешно руководил в течение 7 лет. Египетская железная дорога в те годы находилась под совместным англо-франко-египетским управлением, и ненужное вмешательство привело к тому, что он ушел в отставку, отказавшись даже от предложений султана Хусейна I занять высокие государственные посты.
Погос Нубар был владельцем или членом правления более десятка банков и компаний, обладателем огромного богатства. В 1899 году Погос Нубар вместе с бельгийским миллионером основал компанию «Оазис» с намерением построить в Каире новый район на месте бывшего города Гелиополис. Гелиополис до сих пор остается одной из достопримечательностей Каира.
Его вклад был также велик в области сельского хозяйства. Он создал новый тип трактора и представил его в Париже, получив высшую французскую награду — Крест ордена Почетного легиона. В 1904 году Погос Нубар-паша избран председателем провинциального собрания Каира. Во время его правления в 1905—1914 годах доходы Армянской церкви в Каире увеличились в несколько раз.
В 1905 году направил гуманитарную помощь в Эчмиадзин, поддержал строительство Гюльбенкянского колледжа в Каире.
В 1906 году в Каире состоялась конференция видных деятелей, на которой был создан Армянский всеобщий благотворительный союз, крупнейшая армянская благотворительная организация, основателем и первым президентом которой стал Погос Нубар. Целью организации являлось помощь армянам, проживающим в Западной Армении и Киликии.
На средства Погос Нубара в Оксфордском университете была открыта кафедра арменоведения, а в Париже — библиотека.

## Международная деятельность
В 1912 году Католикосом всех армян Геворгом V был назначен главой Армянской национальной делегации. В новом качестве он написал открытое обращение к лидерам европейских держав с просьбой о защите армянского населения Османской империи и реализации самой важной цели — проведения реформ и, возможно, — создании автономии Турецкой Армении. Подобное послание было также направлено Кавказскому наместнику графу И. И. Воронцову-Дашкову лично Католикосом Геворгом. Поддержал программу Армянских реформ, предложенных Россией и подписанных 26 января (8 февраля) 1914 года в Константинополе.
Член армянских делегаций на многих международных конференциях, в том числе Парижской мирной конференции, где отстаивал право Армении иметь в своём составе не только Восточную часть, входившую ранее в состав России, но и Западную — шесть армянских провинций Османской империи и Киликию.
В январе 1919 года в газете The Times Погос Нубар опубликовал открытое письмо к общественности по поводу недопущения армянской делегации на Парижскую конференцию:
Наши добровольцы воевали во Французском Иностранном легионе и покрыли себя славой. В Армянском Французском легионе их насчитывалось более 5000 человек и они составляли больше половины французского контингента в Сирии и Палестине, принимавшего участие в решающей победе генерала Алленби. 
 На Кавказе, не говоря уже о 150 000 армян в Русской армии, около 50 000 армянских добровольцев под командованием Андраника, Назарбекова и других, не только четыре года воевали за Антанту, но и после распада России были единственными силами на Кавказе, способными противостоять наступлению Османской империи, которую они сдерживали до подписания перемирия. Они помогли англичанам в Месопотамии ...

## Галерея

Нубар-Паша в рабочем кабинете
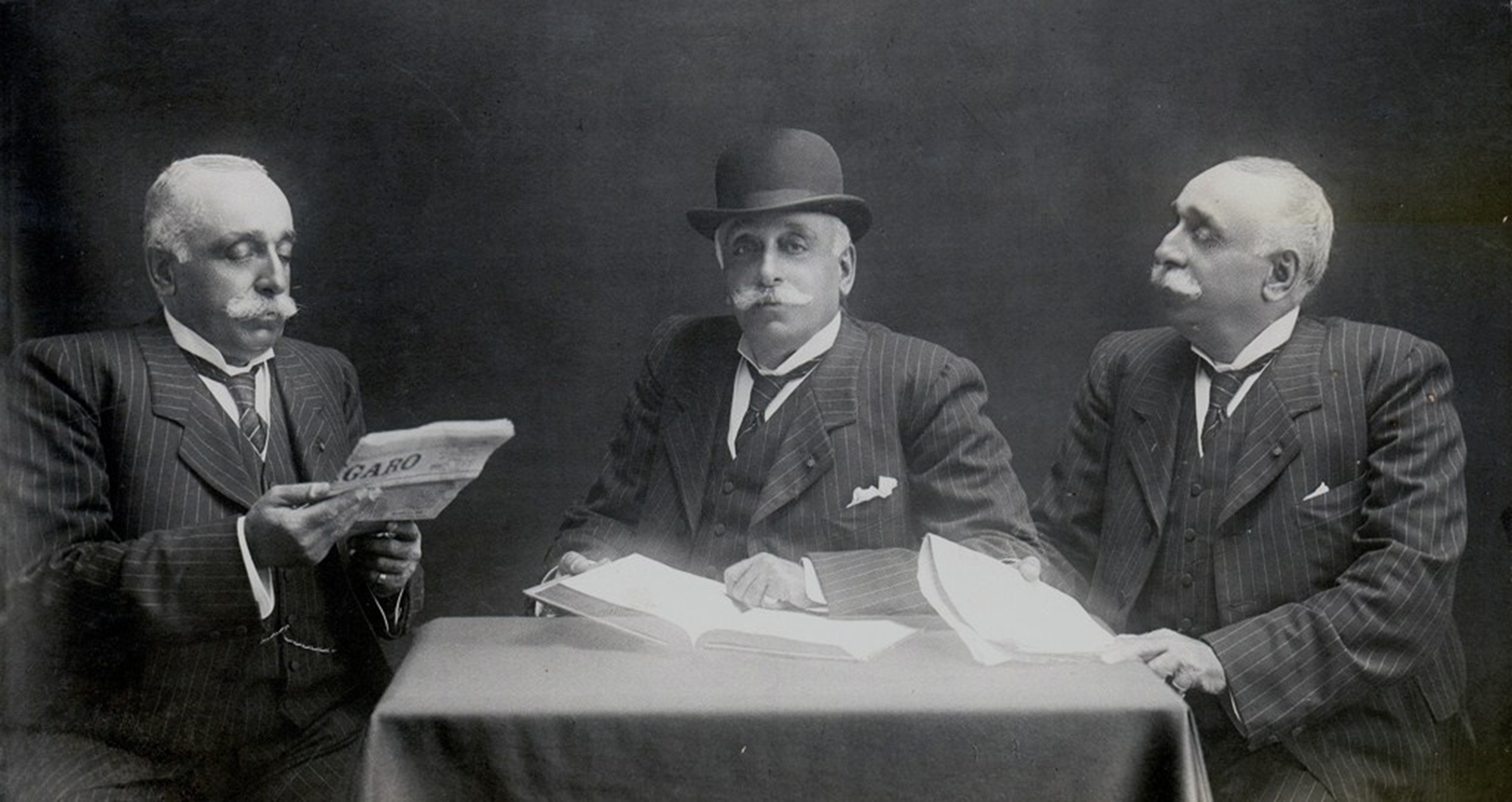
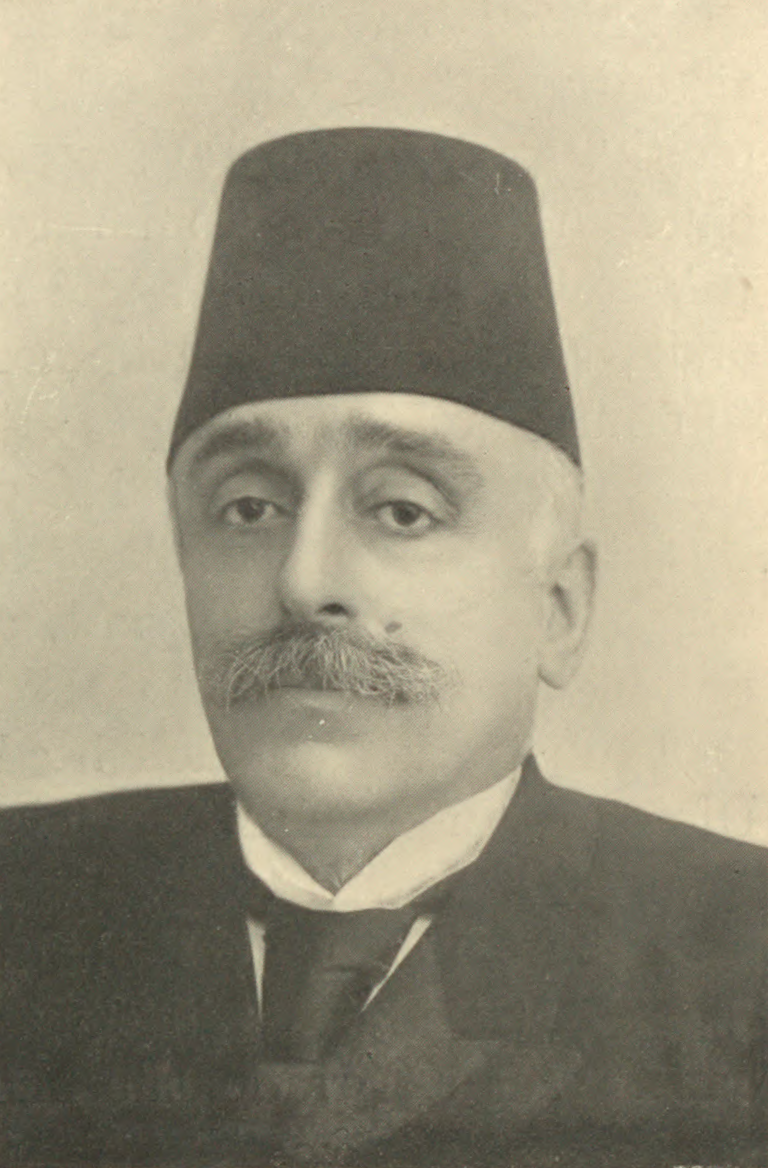
Фотография 1906 года
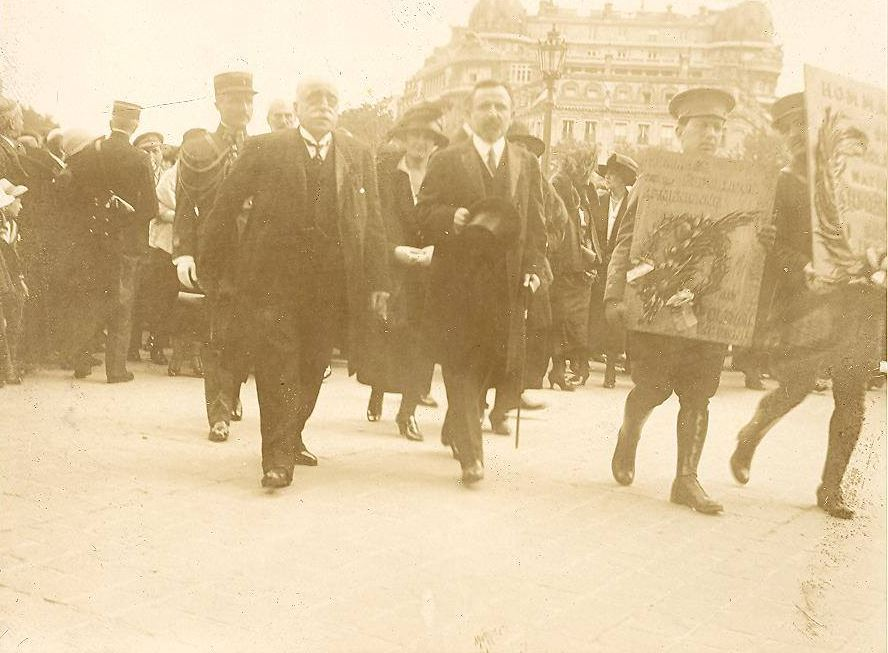
Париж, 1921 год
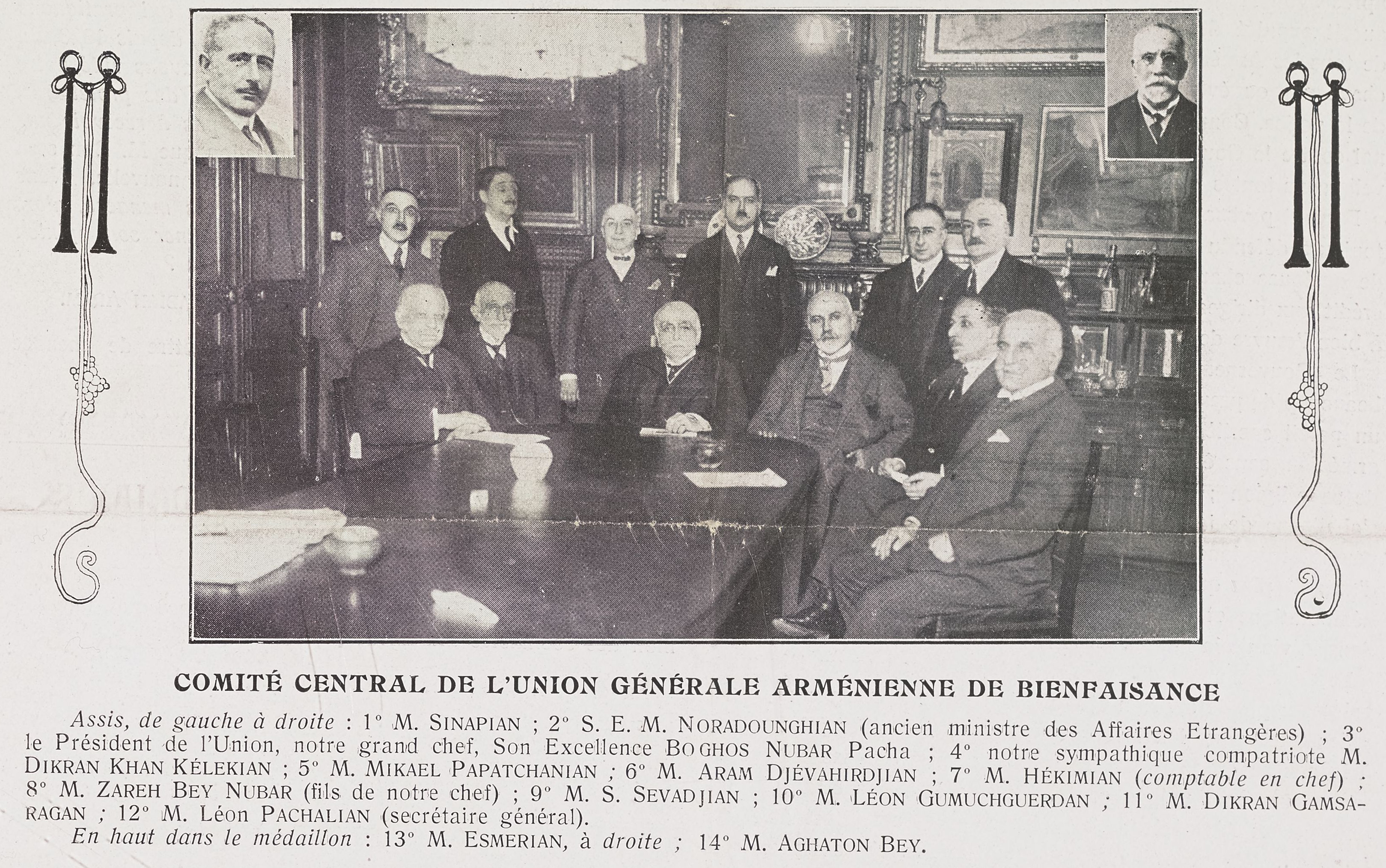
Центральный комитет  Всеармянского Благотвориительного Союза, 1925 год
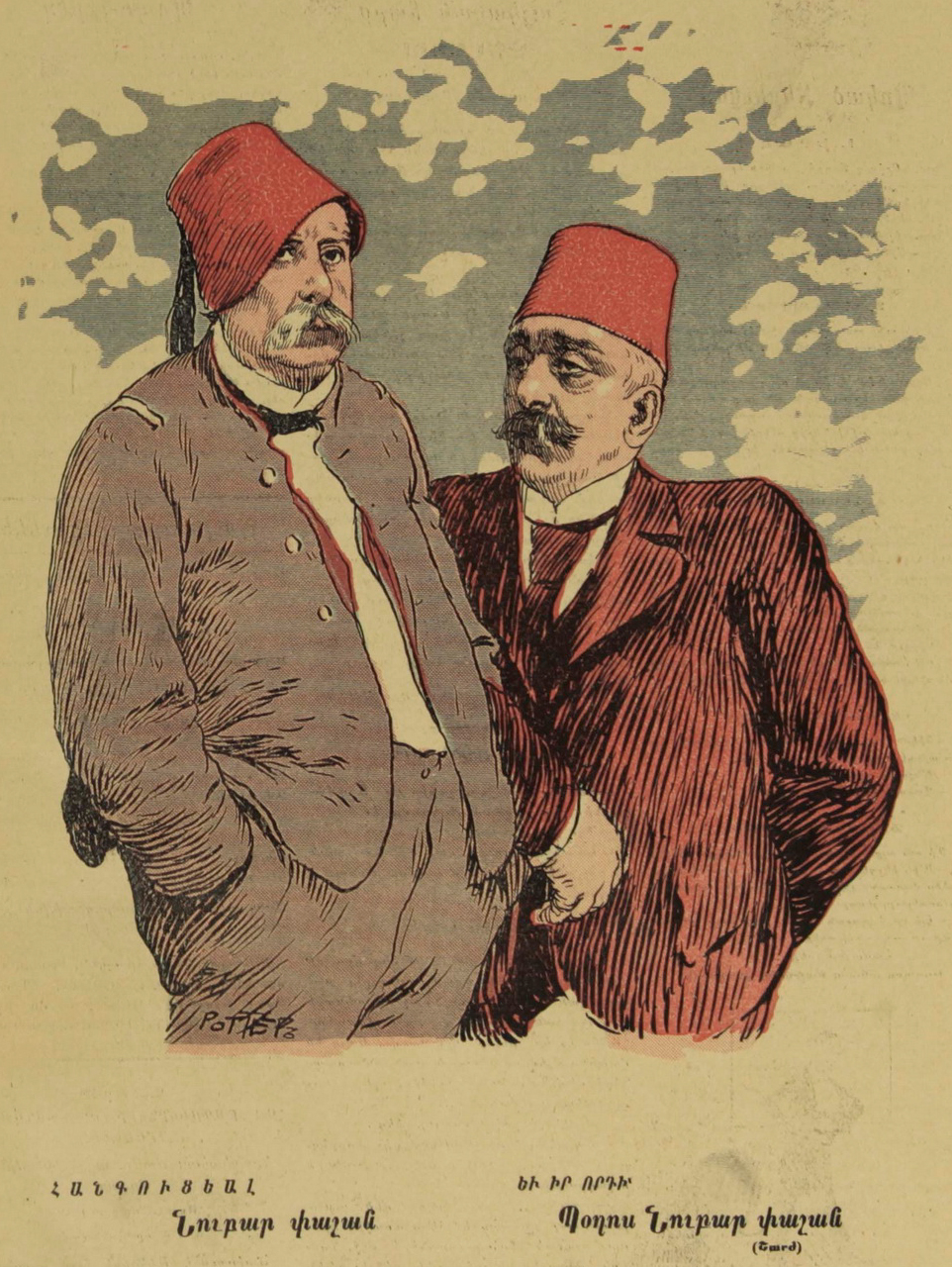
С отцом из журнала «Хатабала»

## Награды и звания
- Крест Почетного Легиона.
- Степень офицера Почетного Легиона.
- Золотая медаль Парижской международной выставки (1900, за изобретение трактора − механического плуга).
- Золотая медаль Миланской международной выставки (1906).
- Награждён орденом «Оливера де Серва» (от Земледельческого общества Франции), орденом Нила на Большой цепи (орден Нила I степени, Египет), орденом «Мечидие» I степени, орден «Османие» I степени, орден «Леопольда» (Бельгия).

## Память
- Бюсты Нубар-паши установлены в Александрии (1904) и Ереване.
- В 2006 году была выпущена почтовая марка Армении, посвящённая Нубару.

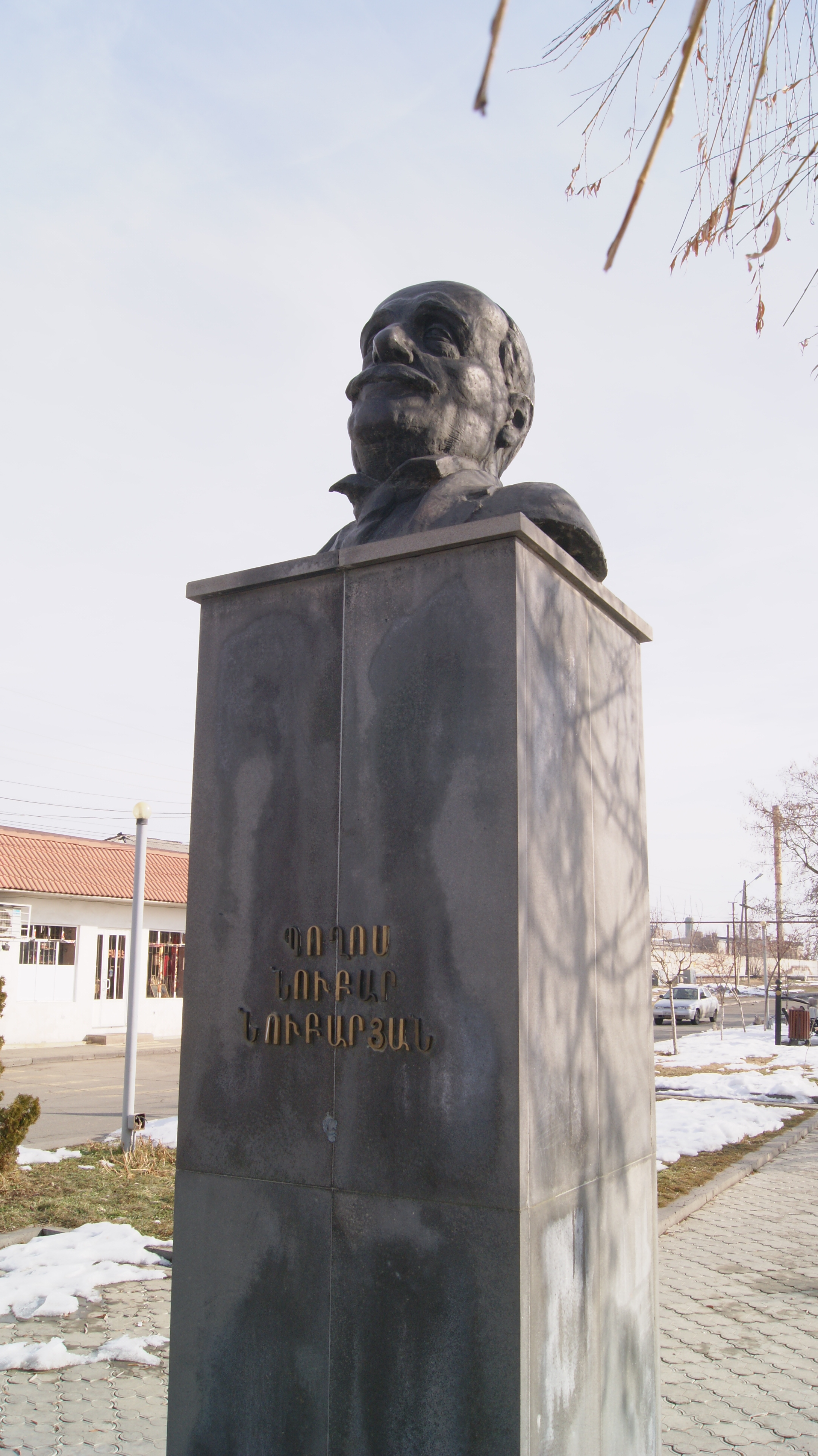
Бюст Нубар-Паши, Нубарашен, Ереван, Армения
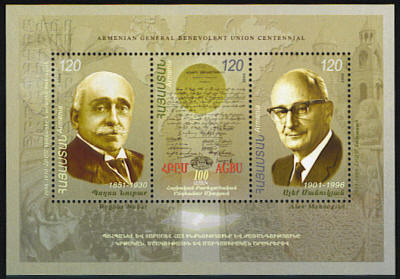
Почтовая марка Армении, 2006 год: Погос Нубар и Алекс Манукян
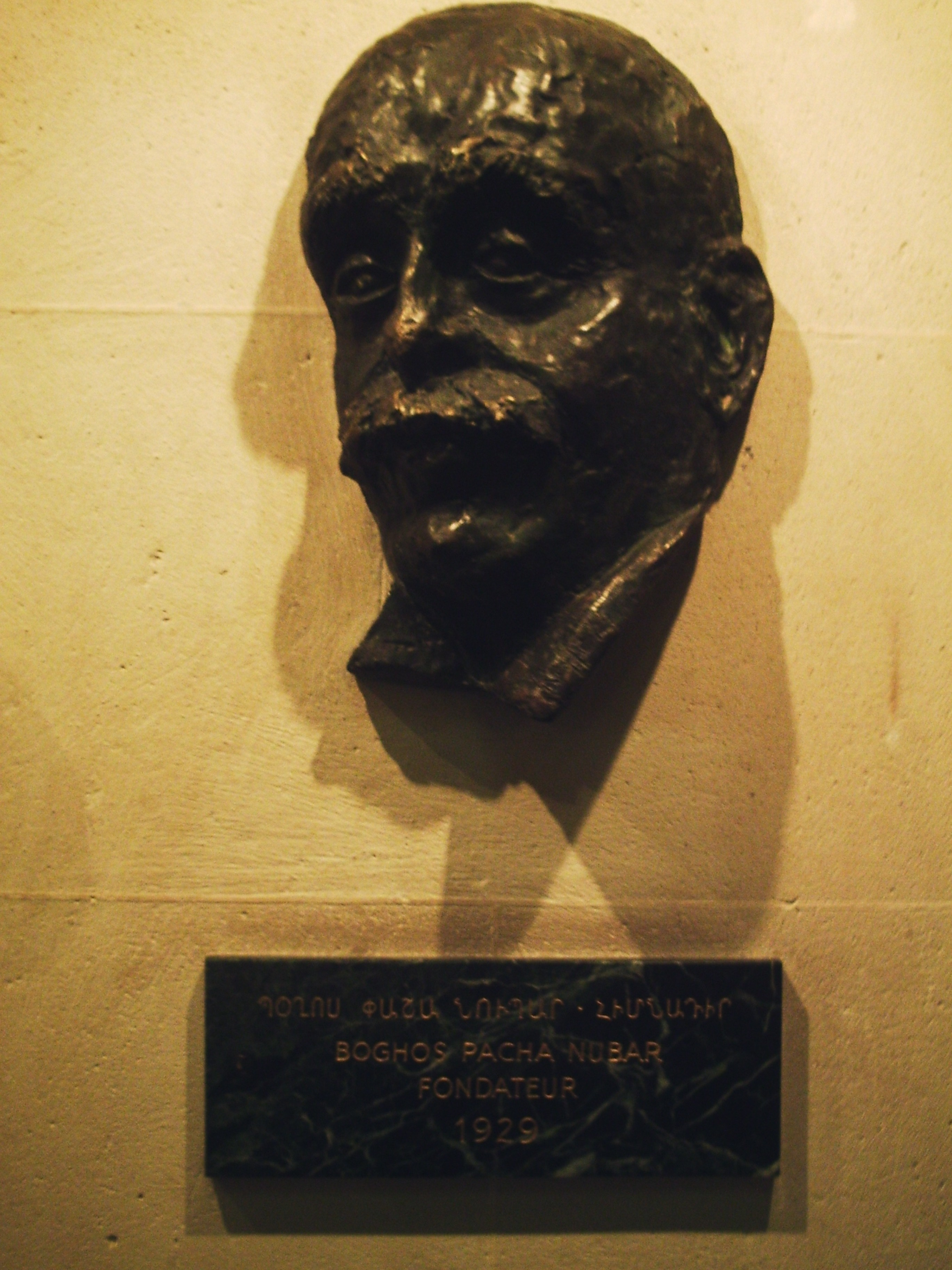
Бюст в Доме армянских студентов в Париже. Автор Раффи Ованнисян, 1974 год